# Centrès
Centrès (okzitanisch Centres) ist eine französische Gemeinde im Département Aveyron mit 462 Einwohnern (Stand 1. Januar 2022) in der Region Okzitanien (vor 2016 Midi-Pyrénées). Sie gehört zum Kanton Ceor-Ségala und zum Arrondissement Villefranche-de-Rouergue. Die Einwohner werden Centrésiens und Centrésiennes genannt.

## Geografie
Centrès liegt etwa 24 Kilometer südsüdwestlich von Rodez im Zentralmassiv. Umgeben wird Centrès von den Nachbargemeinden Camjac im Westen und Norden, Camboulazet im Norden, Sainte-Juliette-sur-Viaur im Nordosten, Cassagnes-Bégonhès im Osten, Rullac-Saint-Cirq im Südosten und Süden, Meljac im Süden sowie Saint-Just-sur-Viaur im Südwesten.

## Bevölkerungsentwicklung
| Jahr                       | 1962 | 1968 | 1975 | 1982 | 1990 | 1999 | 2006 | 2019 |
| -------------------------- | ---- | ---- | ---- | ---- | ---- | ---- | ---- | ---- |
| Einwohner                  | 1087 | 1012 | 933  | 826  | 699  | 599  | 553  | 461  |
| Quellen: Cassini und INSEE |      |      |      |      |      |      |      |      |

## Sehenswürdigkeiten
- Mariä Himmelfahrts-Kirche
- Kirche Saint-Étienne im Ortsteil Taurines
- Kirche Saint-Pierre-ès-Liens (Sankt Peter in den Ketten) im Ortsteil Tayac
- Burg Taurines aus dem 13. Jahrhundert

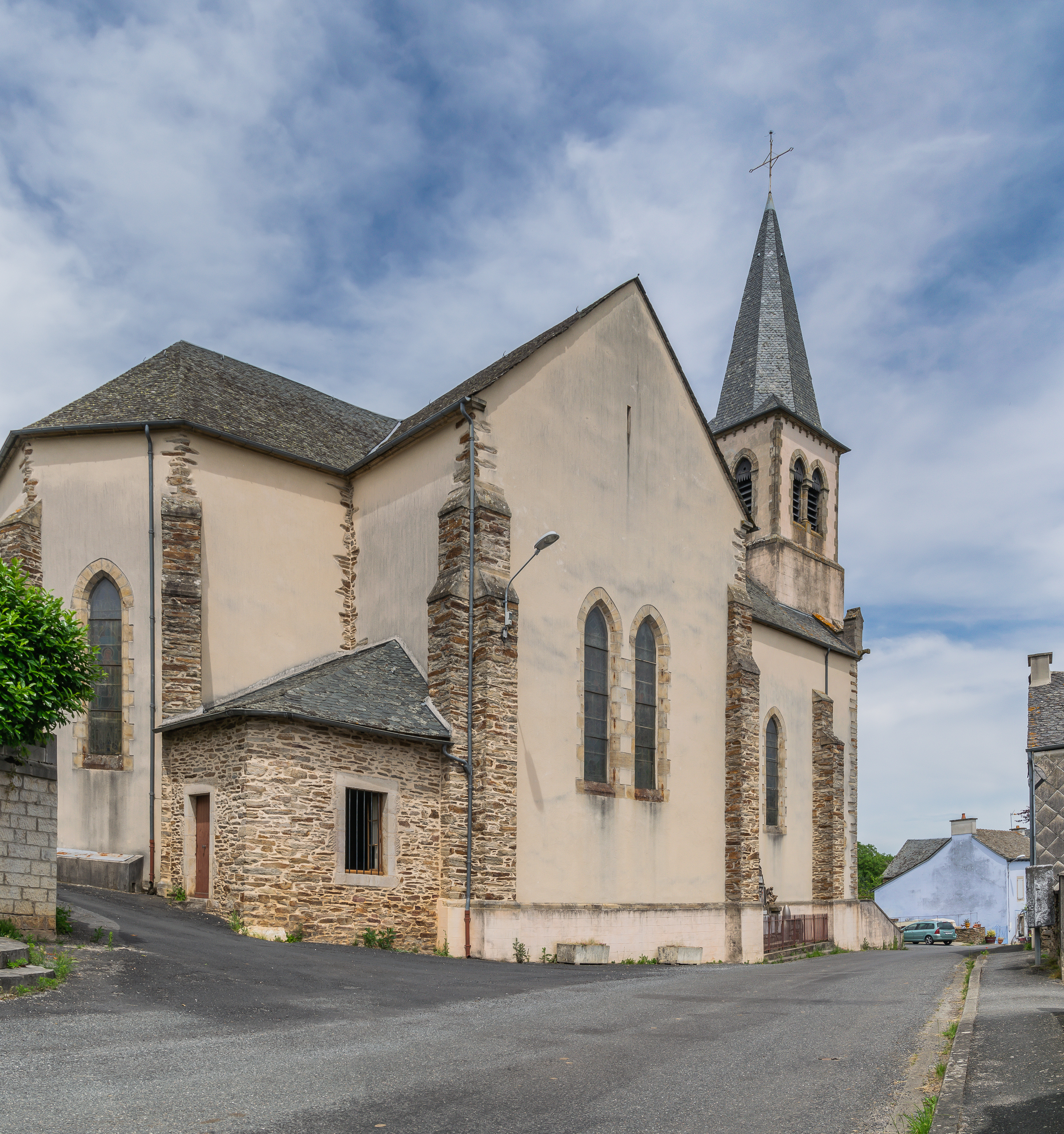
Mariä Himmelfahrts-Kirche
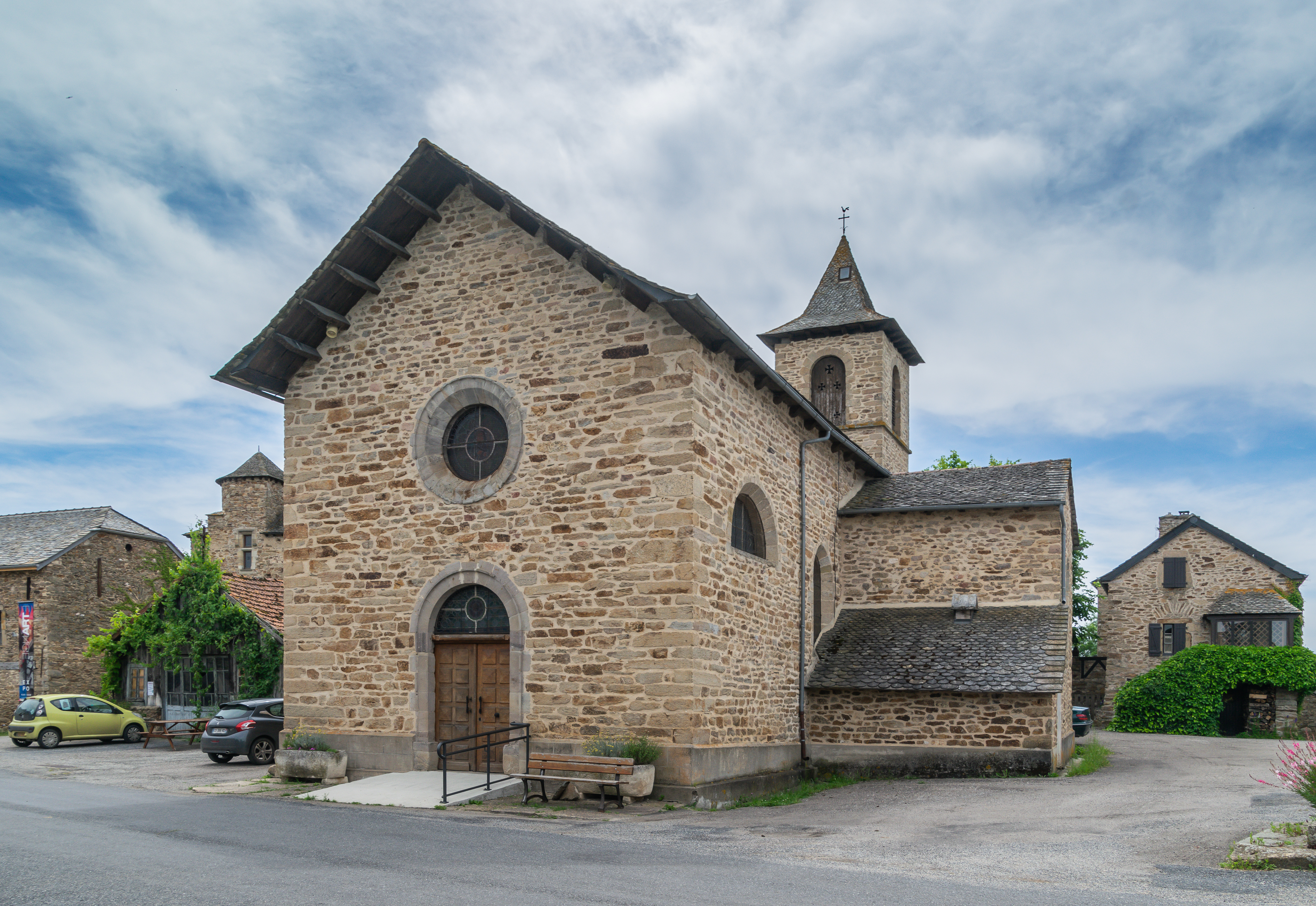
Kirche Saint-Étienne
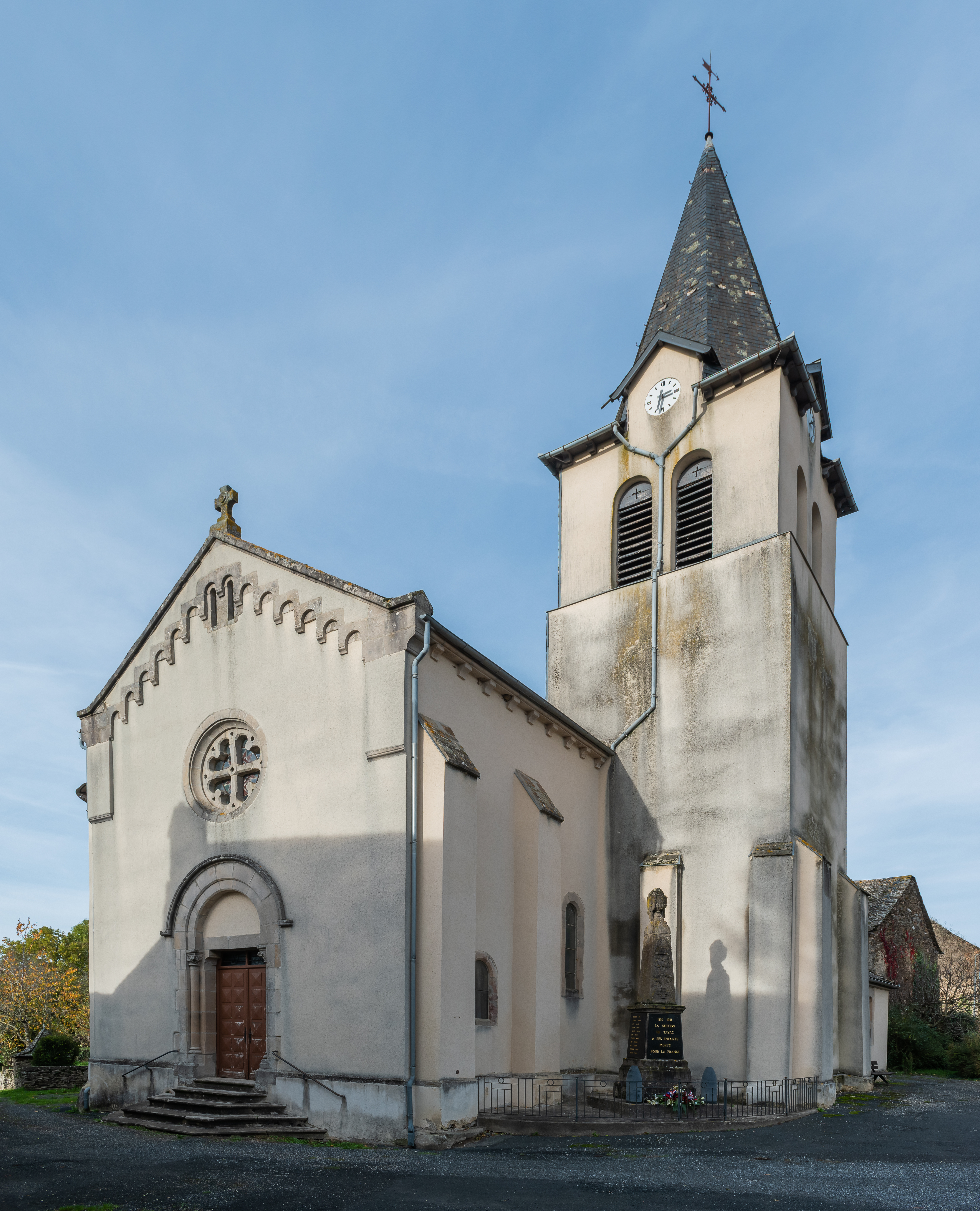
Kirche Saint-Pierre-ès-Liens
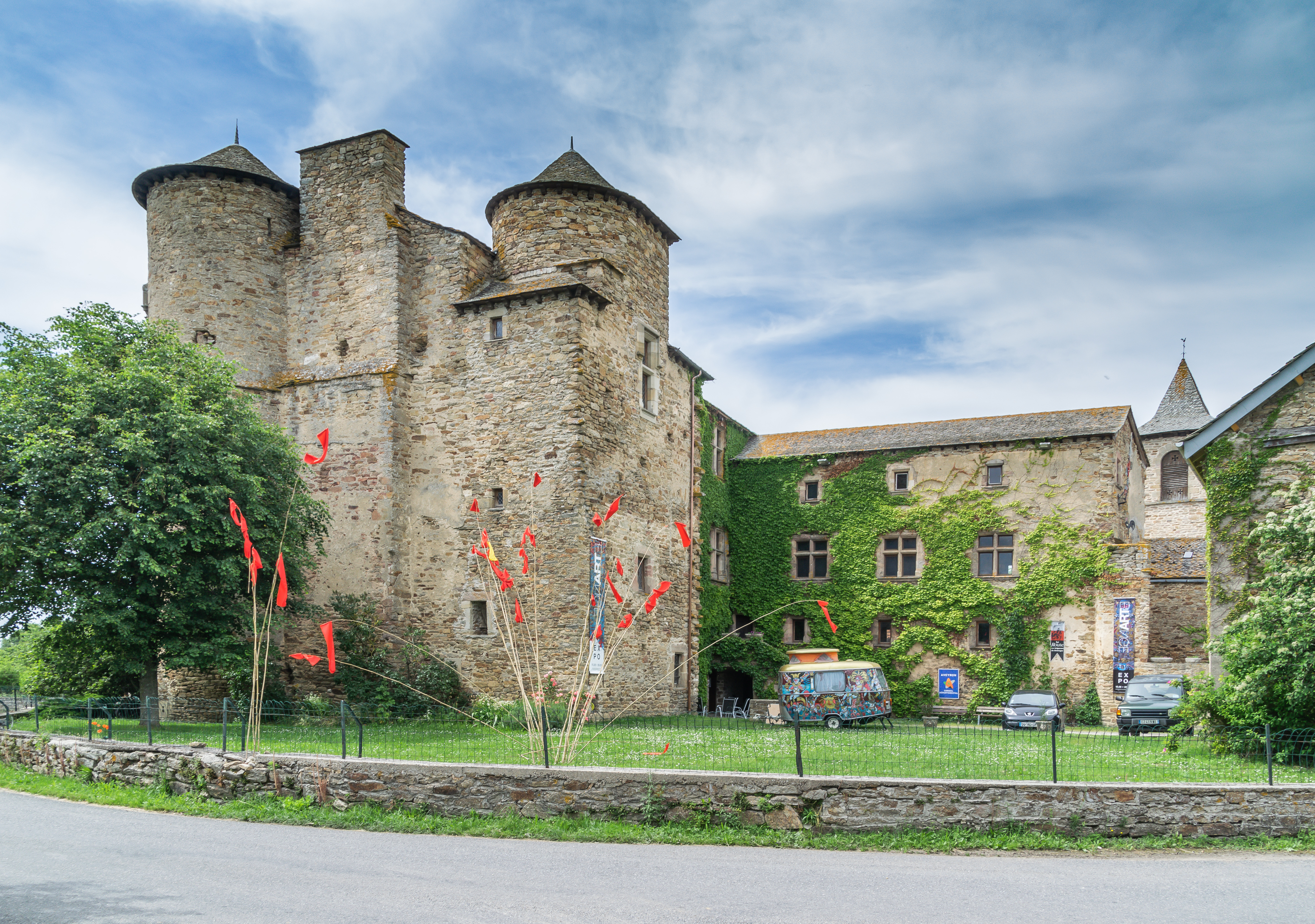
Burg Taurines